# Серия Гран-при по фигурному катанию сезона 2020/2021
Серия Гран-при по фигурному катанию сезона 2020/2021 — комплекс ежегодных коммерческих турниров по фигурному катанию среди лучших фигуристов планеты (по рейтингу ИСУ), которые пройдут с середины октября и до начала декабря 2020 года. Спортсмены на 6 этапах серии будут соревноваться в категориях мужское и женское одиночное катание, парное катание и танцы на льду. За занятые места им будут присуждены баллы от 15 (за первое) до 3 (за восьмое). Лучшие шесть спортсменов (пар) выступят в финале серии. Также в августе-октябре 2020 года пройдут этапы юношеского Гран-при; будут пройдены семь этапов. Финал состоится вместе с основным.

## Участники
В серии Гран-при по фигурному катанию сезона 2020—2021 имеют право принять участие фигуристы, достигшие возраста 15 лет на 1 июля 2020 года.
До соревнований серии Гран-при на каждый этап допускаются до 12 одиночников как среди мужчин так и женщин, до 8 пар в спортивных парах и до 10 в танцевальных.
Чтобы принять участие в Гран-при сезона, фигуристы должны были заработать на турнирах до начала серии, как минимум, следующие баллы:
| Вид     | Баллы  |
| Мужчины | 160.67 |
| Женщины | 130.97 |
| Пары    | 135.42 |
| Танцы   | 113.74 |
| ------- | ------ |

До юношеского Гран-при допускаются все желающие, но согласно квотам для каждой страны, на основе предыдущего чемпионата мира среди юниоров.

## Взрослый турнир
Весной 2020 года ИСУ предварительно определился со временем и местом проведения этапов Гран-при на осень следующего года. В марте 2019 года было принято решение провести финал в данном году в столице КНР Пекине. Изменения могут быть вызваны пандемией COVID-19
| Турнир                        | Место проведения | Начало          | Окончание       |
| ----------------------------- | ---------------- | --------------- | --------------- |
| Skate America 2020            | США, Лас-Вегас   | 23 октября 2020 | 25 октября 2020 |
| Skate Canada 2020             | Канада, Оттава   | 30 октября 2020 | 1 ноября 2020   |
| Cup of China 2020             | Китай            | 6 ноября 2020   | 8 ноября 2020   |
| Internationaux de France 2020 | Франция          | 13 ноября 2020  | 15 ноября 2020  |
| Rostelecom Cup 2020           | Россия, Москва   | 20 ноября 2020  | 22 ноября 2020  |
| NHK Trophy 2020               | Япония           | 27 ноября 2020  | 29 ноября 2020  |
| Финал Гран-при 2020/2021      | Китай, Пекин     | 10 декабря 2020 | 13 декабря 2020 |

## Юниорский турнир
Весной 2020 года ИСУ предварительно определился с местами и временем проведения юниорских этапов Гран-при на август и осень 2020 года . Изменения могут быть вызваны пандемией COVID-19. В конце весны стало известно, что Канада и Словакия отказались от проведения двух первых этапов; эти два этапа были заменены дополнительным. В середине лета от проведения юниорского этапа в Иокогаме, из-за COVID-19, отказалась японская федерация. В середине июля 2020 года ИСУ приняло историческое решение. Впервые было решено отменить юниорскую серию Гран-при по фигурному катанию, из-за COVID-19.
| Турнир                       | Место проведения    | Начало           | Окончание        |
| ---------------------------- | ------------------- | ---------------- | ---------------- |
| Этап в Канаде                | Канада, Ричмонд     | 26 августа 2020  | 29 августа 2020  |
| Этап в Словакии              | Словакия, Кошице    | 2 сентября 2020  | 5 сентября 2020  |
| Этап в Венгрии               | Венгрия, Будапешт   | 9 сентября 2020  | 12 сентября 2020 |
| Этап в Японии                | Япония, Иокогама    | 16 сентября 2020 | 19 сентября 2020 |
| Этап в Чехии                 | Чехия, Острава      | 23 сентября 2020 | 26 сентября 2020 |
| Этап в Узбекистане           | Узбекистан, Ташкент | 30 сентября 2020 | 3 октября 2020   |
| Этап в Словении              | Словения, Любляна   | 7 октября 2020   | 10 октября 2020  |
| Дополнительный этап в Латвии | Латвия, Рига        | 14 октября 2020  | 17 октября 2020  |
| Финал Гран-при 2020/2021     | Китай, Пекин        | 10 декабря 2020  | 13 декабря 2020  |

## Баллы

### Основной турнир
За занятые на каждом этапе места спортсмены получат баллы по следующему принципу:
| Занятое место | Баллы (одиночники и одиночницы) | Баллы (спортивные пары и танцоры) |
| ------------- | ------------------------------- | --------------------------------- |
| 1 место       | 15 баллов                       | 15 баллов                         |
| 2 место       | 13 баллов                       | 13 баллов                         |
| 3 место       | 11 баллов                       | 11 баллов                         |
| 4 место       | 9 баллов                        | 9 баллов                          |
| 5 место       | 7 баллов                        | 7 баллов                          |
| 6 место       | 5 баллов                        | 5 баллов                          |
| 7 место       | 4 балла                         |                                   |
| 8 место       | 3 балла                         |                                   |

### Юниорский турнир
В юниорском Гран-при баллы начисляются по иной системе:
| Занятое место | Баллы (одиночники и одиночницы) | Баллы (спортивные пары и танцевальные пары) |
| ------------- | ------------------------------- | ------------------------------------------- |
| 1 место       | 15 баллов                       | 15 баллов                                   |
| 2 место       | 13 баллов                       | 13 баллов                                   |
| 3 место       | 11 баллов                       | 11 баллов                                   |
| 4 место       | 9 баллов                        | 9 баллов                                    |
| 5 место       | 7 баллов                        | 7 баллов                                    |
| 6 место       | 5 баллов                        | 5 баллов                                    |
| 7 место       | 4 балла                         | 4 балла                                     |
| 8 место       | 3 балла                         | 3 балла                                     |
| 9 место       | 2 балла                         |                                             |
| 10 место      | 1 балл                          |                                             |